# Lycognathophis seychellensis
Lycognathophis seychellensis är en ormart som beskrevs av Schlegel 1837. Lycognathophis seychellensis är ensam i släktet Lycognathophis som ingår i familjen snokar. IUCN kategoriserar arten globalt som starkt hotad. Inga underarter finns listade i Catalogue of Life.
Arten förekommer på några öar som tillhör Seychellerna. Den vistas i låglandet och i låga bergstrakter upp till 915 meter över havet. Habitatet utgörs främst av ursprungliga skogar men ibland besöks angränsande områden. Ormen jagar ödlor. Arten är med en längd mellan 75 och 150 cm en medelstor orm.